# Phytodietus penai
Phytodietus penai är en stekelart som beskrevs av Ian D. Gauld 1997. Phytodietus penai ingår i släktet Phytodietus och familjen brokparasitsteklar. Inga underarter finns listade i Catalogue of Life.